# Lancer du poids féminin aux championnats du monde d'athlétisme 2022
Pour des articles plus généraux, voir Championnats du monde d'athlétisme 2022 et Lancer du poids aux championnats du monde d'athlétisme.
Navigation
Doha 2019 Budapest 2023
L'épreuve du lancer du poids féminin des championnats du monde de 2022 se déroule les 15 et 16 juillet 2022 au sein du stade Hayward Field à Eugene, aux États-Unis.

## Critères de qualification
Le minima de qualification est fixé à 18,50 m, la période de qualification est comprise entre le 27 juin 2021 et le 26 juin 2022.

## Résultats

### Finale
| Rang               | Athlète             | Pays             | Essais  | Essais  | Essais  | Essais  | Essais  | Essais  | Marque  | Notes |
| Rang               | Athlète             | Pays             | 1       | 2       | 3       | 4       | 5       | 6       | Marque  | Notes |
| ------------------ | ------------------- | ---------------- | ------- | ------- | ------- | ------- | ------- | ------- | ------- | ----- |
| Médaille d'or      | Chase Ealey         | États-Unis       | 20,49 m | 19,82 m | x       | 20,07 m | 19,65 m | x       | 20,49 m |       |
| Médaille d'argent  | Gong Lijiao         | Chine            | 19,58 m | 19,84 m | 20,23 m | 20,08 m | 20,39 m | 19,89 m | 20,39 m | SB    |
| Médaille de bronze | Jessica Schilder    | Pays-Bas         | x       | 19,77 m | x       | 19,53 m | 19,77 m | x       | 19,77 m | NR    |
| 4                  | Sarah Mitton        | Canada           | 18,78 m | 19,18 m | 19,04 m | x       | 19,06 m | 19,77 m | 19,77 m |       |
| 5                  | Auriol Dongmo       | Portugal         | 19,44 m | 19,62 m | 19,38 m | x       | 19,39 m | 19,54 m | 19,62 m |       |
| 6                  | Song Jiayuan        | Chine            | 19,21 m | 19,06 m | x       | 19,49 m | 19,57 m | x       | 19,57 m |       |
| 7                  | Madison-Lee Wesche  | Nouvelle-Zélande | 18,32 m | 19,09 m | 18,56 m | 18,81 m | 18,36 m | 19,50 m | 19,50 m | PB    |
| 8                  | Jessica Woodard     | États-Unis       | x       | x       | 18,67 m | x       | 18,63 m | x       | 18,67 m |       |
| 9                  | Maggie Ewen         | États-Unis       | 18,08 m | 18,26 m | 18,64 m |         |         |         | 18,64 m |       |
| 10                 | Danniel Thomas-Dodd | Jamaïque         | x       | 18,29 m | x       |         |         |         | 18,29 m |       |
| 11                 | Fanny Roos          | Suède            | 18,27 m | 18,22 m | x       |         |         |         | 18,27 m |       |
| 12                 | Axelina Johansson   | Suède            | 17,21 m | 17,60 m | 17,25 m |         |         |         | 17,60 m |       |

### Qualification
Qualification: 18,90 m (Q) ou les 12 meilleures lanceuses (q) se qualifient pour la finale.
| Rang | Groupe | Athlète             | Pays              | Essais | Essais | Essais | Marque | Notes |
| Rang | Groupe | Athlète             | Pays              | 1      | 2      | 3      | Marque | Notes |
| ---- | ------ | ------------------- | ----------------- | ------ | ------ | ------ | ------ | ----- |
| 1    | B      | Gong Lijiao         | Chine             | 18.74  | 19.51  |        | 19.51  | Q, SB |
| 2    | B      | Sarah Mitton        | Canada            | 18.16  | 19.38  |        | 19.38  | Q     |
| 3    | A      | Auriol Dongmo       | Portugal          | 19.38  |        |        | 19.38  | Q     |
| 4    | B      | Jessica Schilder    | Pays-Bas          | 19.16  |        |        | 19.16  | Q     |
| 5    | B      | Danniel Thomas-Dodd | Jamaïque          | 19.09  |        |        | 19.09  | Q     |
| 6    | A      | Song Jiayuan        | Chine             | 18.33  | 19.08  |        | 19.08  | Q     |
| 7    | B      | Jessica Woodard     | États-Unis        | 17.80  | 17.74  | 19.08  | 19.08  | Q     |
| 8    | A      | Madison-Lee Wesche  | Nouvelle-Zélande  | 18.64  | 18.60  | 18.96  | 18.96  | Q     |
| 9    | A      | Maggie Ewen         | États-Unis        | 17.14  | 17.58  | 18.96  | 18.96  | Q     |
| 10   | B      | Chase Ealey         | États-Unis        | 18.96  |        |        | 18.96  | Q     |
| 11   | A      | Fanny Roos          | Suède             | 18.53  | 18.72  | 18.41  | 18.72  | q     |
| 12   | B      | Axelina Johansson   | Suède             | 17.47  | 18.57  | 18.50  | 18.57  | q, PB |
| 13   | B      | Katharina Maisch    | Allemagne         | 17.84  | x      | 18.57  | 18.57  |       |
| 14   | A      | Adelaide Aquilla    | États-Unis        | x      | 18.18  | 18.33  | 18.33  |       |
| 15   | A      | Julia Ritter        | Allemagne         | 18.22  | x      | x      | 18.22  |       |
| 16   | A      | Jorinde van Klinken | Pays-Bas          | 18.02  | 18.19  | x      | 18.19  |       |
| 17   | B      | Jessica Inchude     | Portugal          | 17.39  | 17.65  | 18.01  | 18.01  |       |
| 18   | A      | Lloydricia Cameron  | Jamaïque          | 17.65  | x      | x      | 17.65  |       |
| 19   | A      | Zhang Linru         | Chine             | 16.73  | x      | 17.54  | 17.54  |       |
| 20   | A      | Benthe König        | Pays-Bas          | 17.30  | 17.25  | 17.51  | 17.51  |       |
| 21   | B      | María Belén Toimil  | Espagne           | x      | 16.75  | 17.48  | 17.48  |       |
| 22   | A      | Amelia Strickler    | Royaume-Uni       | 16.16  | 16.31  | 17.40  | 17.40  |       |
| 23   | B      | Sophie McKinna      | Royaume-Uni       | 17.21  | 16.77  | 17.13  | 17.21  |       |
| 24   | A      | Dimitriana Bezede   | Moldavie          | x      | 16.99  | x      | 16.99  |       |
| 25   | B      | Portious Warren     | Trinité-et-Tobago | x      | x      | 16.65  | 16.65  |       |
| 26   | B      | Ana Caroline Silva  | Brésil            | x      | 16.58  | x      | 16.58  |       |
| 27   | B      | Ivana Gallardo      | Chili             | 15.64  | 16.20  | 15.36  | 16.20  |       |
| 28   | A      | Livia Avancini      | Brésil            | 15.87  | 16.01  | 16.13  | 16.13  |       |
| 29   | B      | Ischke Senekal      | Afrique du Sud    | x      | x      | 15.40  | 15.40  |       |

## Légende
Records et Performances
- AR : Record continental (area record)
- CR : Record des championnats (championship record)
- MR : Record du meeting (meet record)
- NR : Record national (national record)
- OR : Record olympique (olympic record)
- PR : Record paralympique (paralympic record)
- PB : Record personnel (personal best)
- SB : Meilleure performance personnelle de la saison (season's best)
- WL : Meilleure performance mondiale de l'année (world leader)
- WJR : Record du monde junior (world junior record)
- WR : Record du monde (world record)

Circonstances et Conditions
- DNF : N'a pas terminé (did not finish)
- DNS : N'a pas pris le départ (did not start)
- DQ : Disqualification (disqualification)
- NM : Aucun essai valable enregistré (No Mark)
- Q : Qualifié « directement » au prochain tour (ou à la prochaine compétition), lors d'une compétition majeure, grâce au classement ou à la réalisation des minima (automatic qualifier)
- q : Qualifié au prochain tour (ou à la prochaine compétition), lors d'une compétition majeure, grâce au repêchage ou à la réalisation de l'une des meilleures performances parmi celles des « non qualifiés directement » (grâce au meilleur temps ou à la meilleure distance par exemple) (secondary qualifier)